# Гояпаба Асу
Общински парк „Гояпаба Асу“ (на португалски: Parque Municipal do Goiapaba-Açu) е защитена местност в Бразилия, разположена на територията на община Фундао, щата Еспирито Санто, на границата с община Санта Тереза. Най-високата част на парка е върхът Пико де Гояпаба Асу, който е и най-голямата атракция за посетителите на резервата, тъй като от върха се наблюдава целият склон на планината Сера до Кастело чак до морето. 6,5-километровият път, който осигурява достъп до парка, е построен от Петробрас като условие за построяването на газопровода Касимбас-Витория, чието трасе преминава през Фундао.